# Leon Nowakowski (prezbiter)

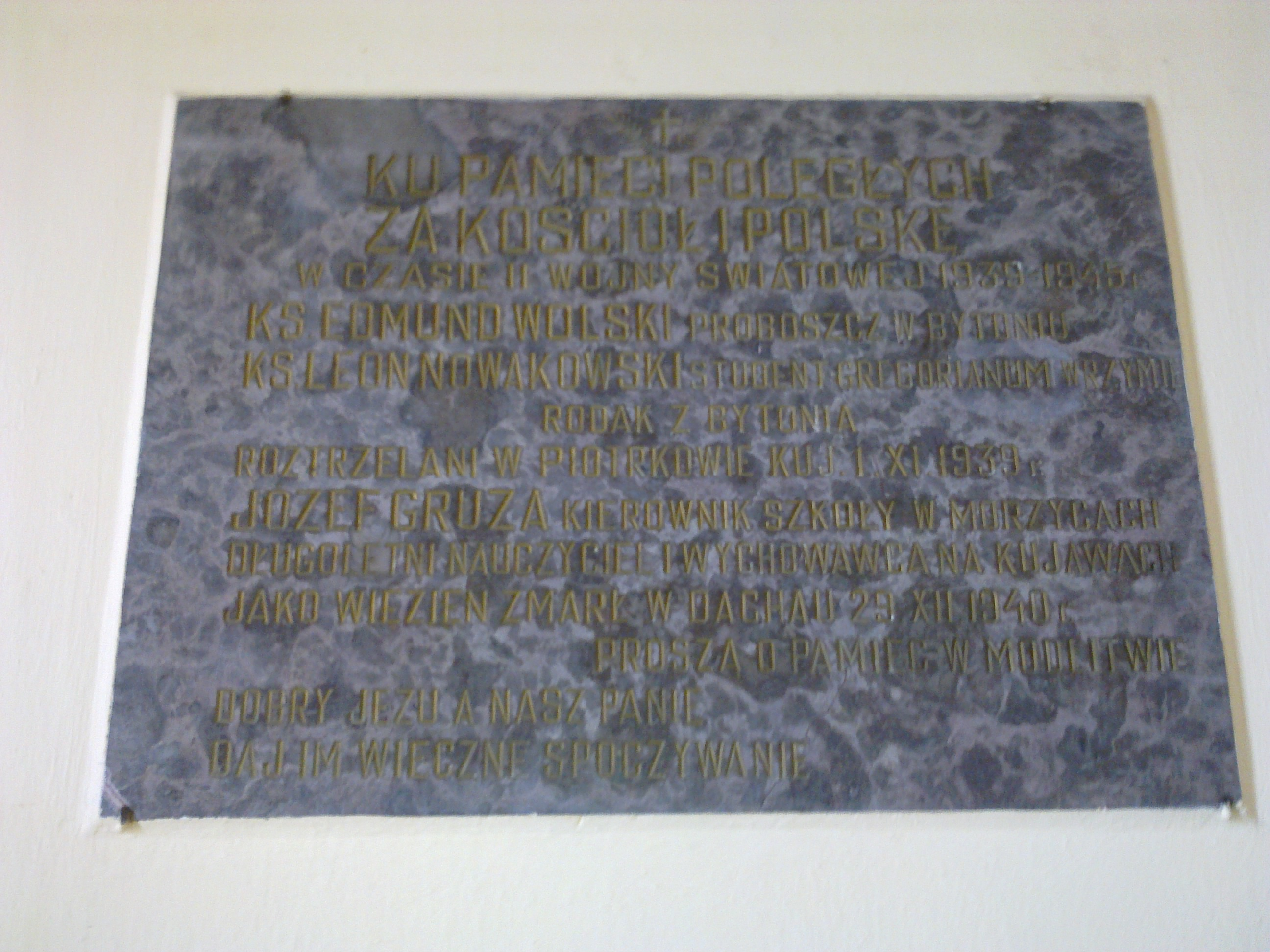
Tablica w kościele parafialnym w Bytoniu upamiętniająca m.in. męczeńską śmierć bł.L.Nowakowskiego

Leon Nowakowski (ur. 28 czerwca 1913 roku w Bytoniu, zm. 31 października 1939 roku w Piotrkowie Kujawskim) – polski prezbiter katolicki, błogosławiony Kościoła katolickiego.
Syn Władysława i Anny z domu Lichmańskiej. Absolwent Męskiego Gimnazjum im. ks. Jana Długosza we Włocławku. Ukończył Wyższe Seminarium Duchowne we Włocławku i tam przyjął święcenia kapłańskie 20 czerwca 1937 roku z rąk biskupa Karola Radońskiego. Na dalsze studia teologiczne udał się do Lublina, a po roku - na Papieski Uniwersytet Gregoriański do Rzymu.
Wybuch II wojny światowej zastał duchownego na wakacjach, które spędzał w Polsce. Po aresztowaniu przez Niemców proboszcza bytońskiej parafii ksiądz Leon Nowakowski przejął jego obowiązki. 24 października 1939 roku został aresztowany przez gestapo w drodze na nabożeństwo różańcowe i przewieziony do Piotrkowa Kujawskiego. W nocy (31 października na 1 listopada 1939 roku) hitlerowcy wyprowadzili wszystkich więzionych księży  i rozstrzelali w parku majątku Tabaczyńskich. Zwłoki pomordowanych pogrzebano w zbiorowej mogile za miastem.
Beatyfikowany 13 czerwca 1999 roku w Warszawie przez papieża Jana Pawła II w grupie 108 błogosławionych męczenników.

## Literatura dotycząca osoby bł. ks. Leona Nowakowskiego
- Tomasz Kaczmarek: Błogosławiony ksiądz Leon Nowakowski. Włocławek: Wydaw. Duszpasterstwo Rolników, 2001. ISBN 83-88743-24-4. Brak numerów stron w książce